# Adelmannssitz
Adelmannssitz is een plaats in de Duitse gemeente Petersaurach, deelstaat Beieren.